# Mater Dolorosa (Jügesheim)

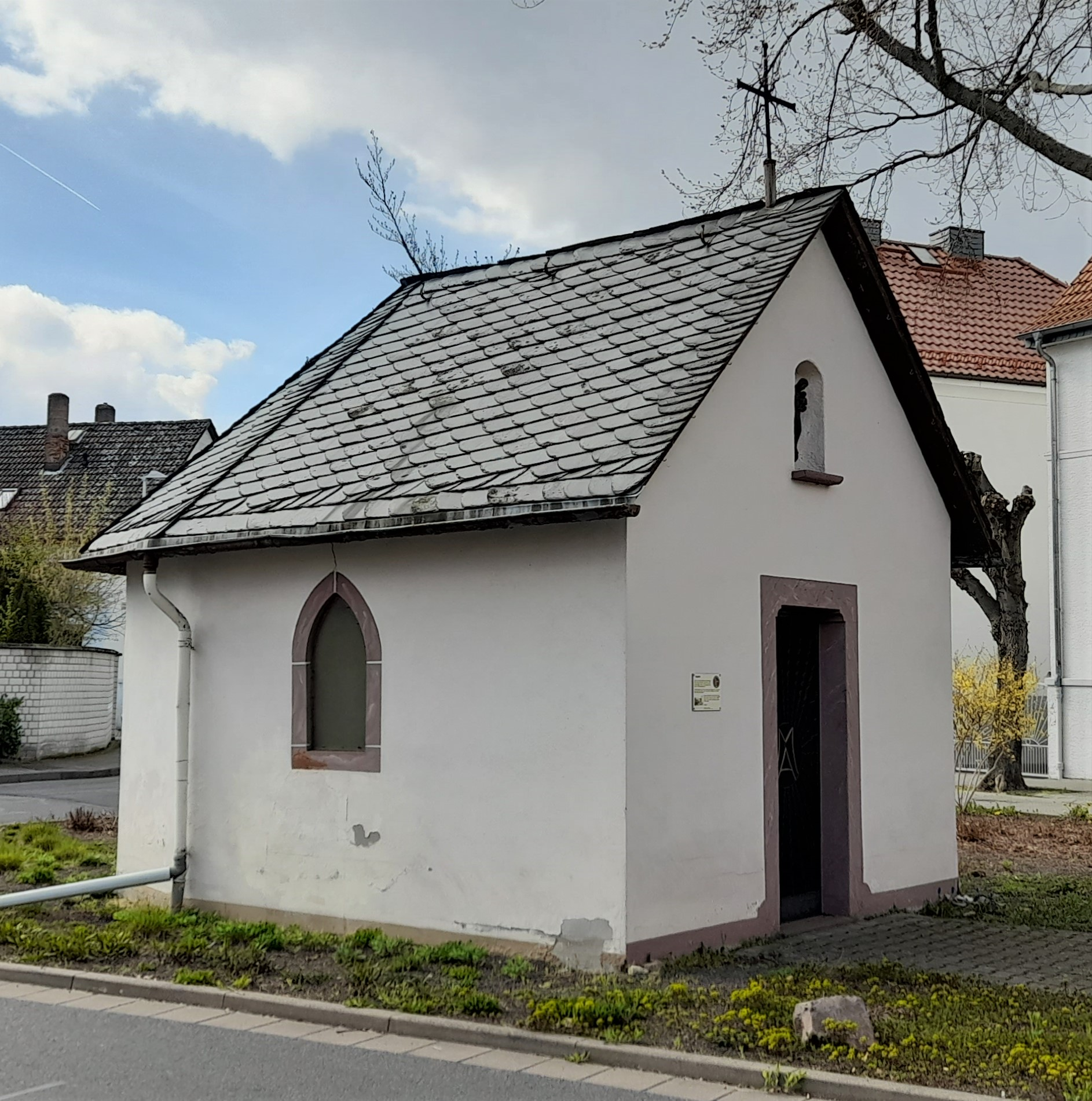
Südostansicht der Wegekapelle Mater Dolorosa in Jügesheim, erbaut 1874

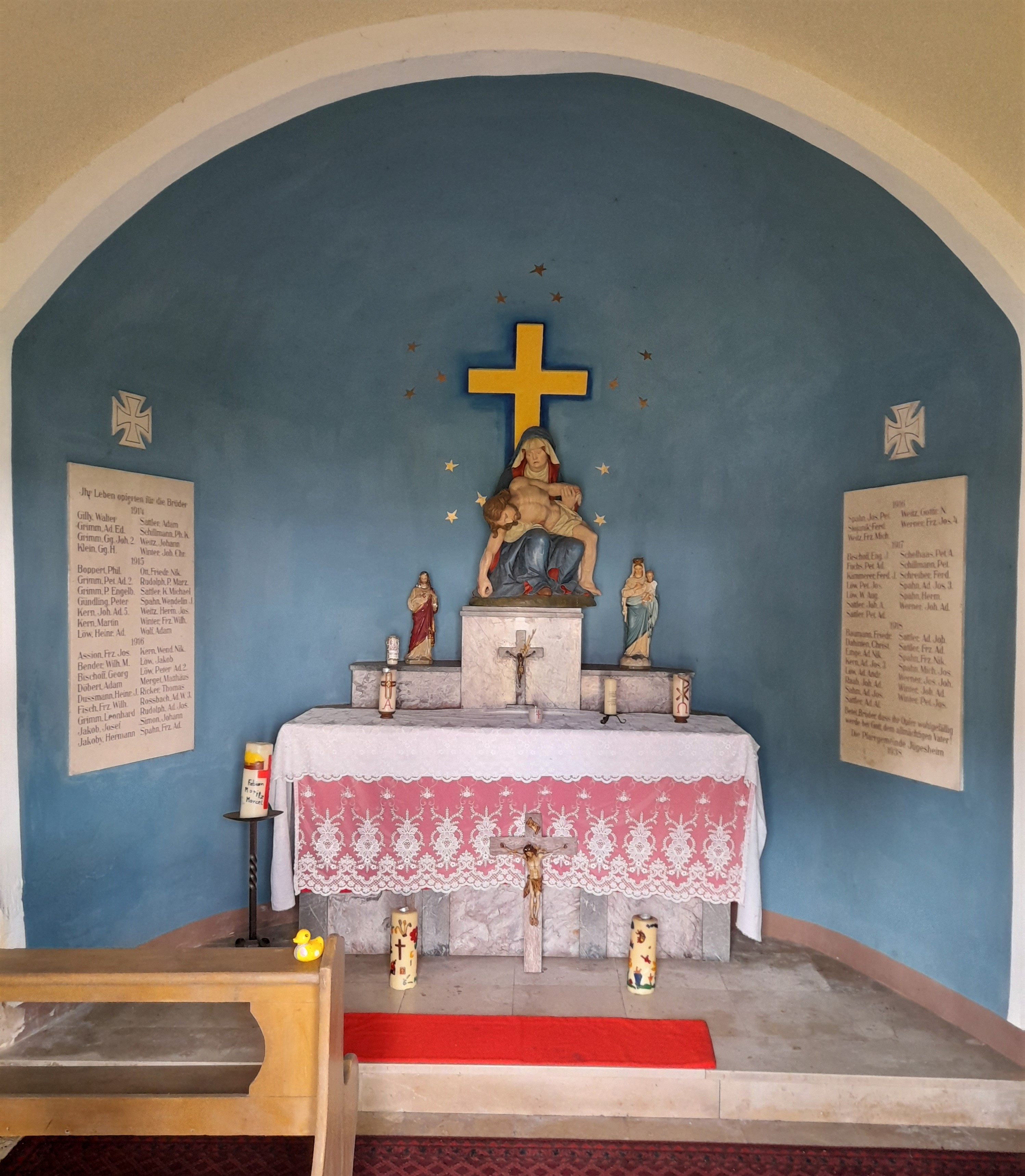
Innenraum der Kapelle

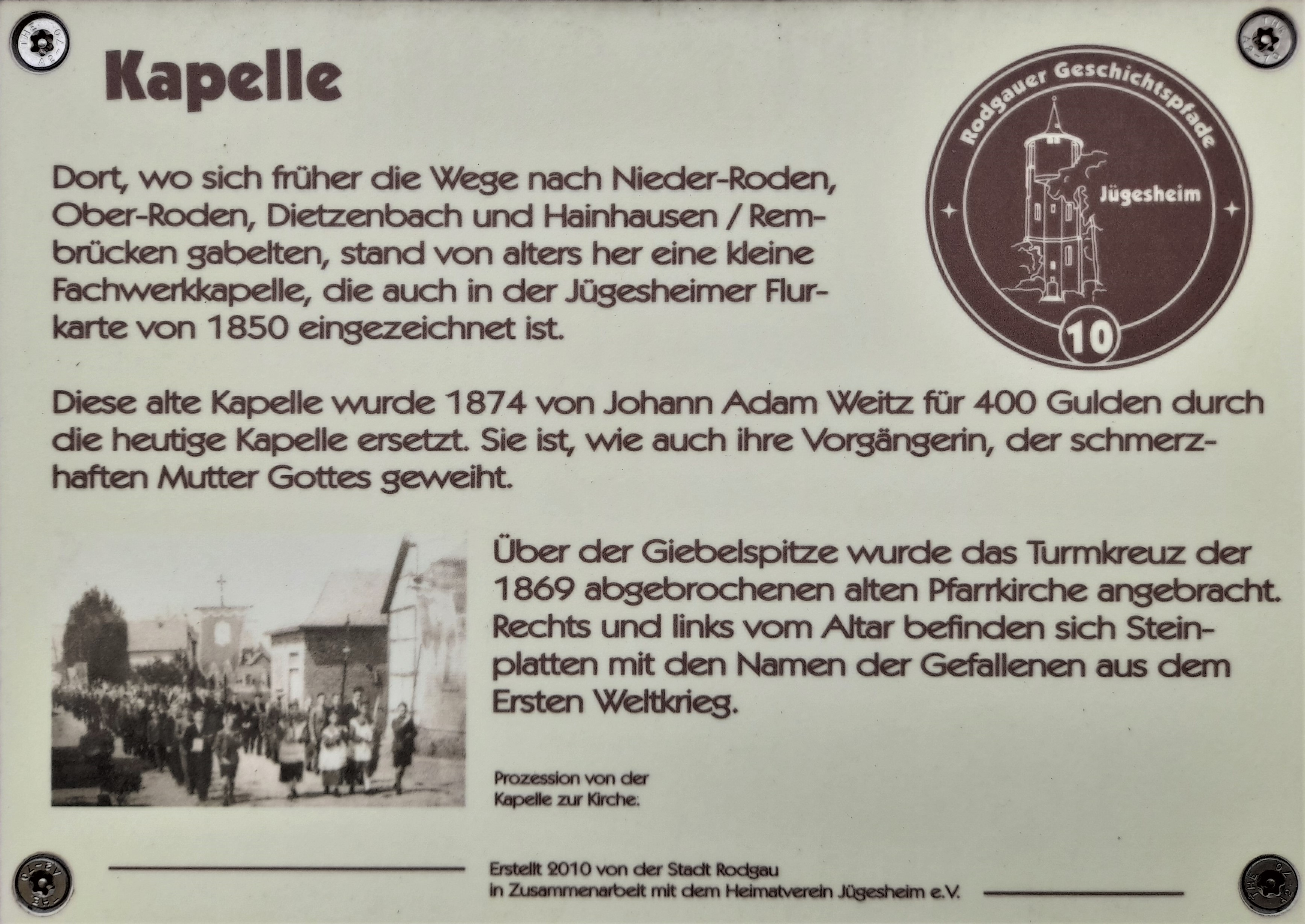
Infotafel des Rodgauer Geschichtspfades

Die Kapelle Mater Dolorosa (lat.: schmerzensreiche Mutter) ist eine unter Denkmalschutz stehende Wegekapelle im Rodgauer Stadtteil Jügesheim in Südhessen. Sie gehört zur römisch-katholischen Pfarrgemeinde St. Nikolaus in Jügesheim, die ihrerseits zum Pastoralraum Rodgau-Rödermark der Region Mainlinie im Bistum Mainz gehört.

## Geschichte
An der Kreuzung der Wege nach Nieder-Roden, Ober-Roden, Dietzenbach und Hainhausen/Rembrücken stand bereits lange vor dem Bau des heutigen Kapellengebäudes eine kleine Fachwerkkapelle, die ebenfalls der schmerzhaften Mutter Gottes (Mater Dolorosa) geweiht war. Sie wurde 1874 von Johann Adam Weitz unter Aufwendung von 400 Gulden durch die heutige Kapelle ersetzt und der katholischen Gemeinde in Jügesheim übereignet.

## Baubeschreibung
Portal und Spitzbogenfenster der schlicht verputzten Wegekapelle weisen Sandsteingewände auf. Über dem Eingangsportal befindet sich eine kleine Nische, in der sich eine Marienstatue befindet. An der Giebelspitze des Kapellendachs ist das Turmkreuz der 1869 abgerissenen, alten Jügesheimer Pfarrkirche angebracht.

## Ausstattung
In ihrem Inneren beherbergt die Kapelle einen Altar, auf dem ein noch aus der Fachwerkkapelle stammender Altaraufsatz steht, der eine holzgeschnitzte Pietà von 1648 präsentiert. Rechts und links des Altars sind Steintafeln in die Wände der Kapelle eingelassen, die an die im Ersten Weltkrieg gefallenen Soldaten aus der Jügesheimer Pfarrgemeinde erinnern.

## Bildergalerie

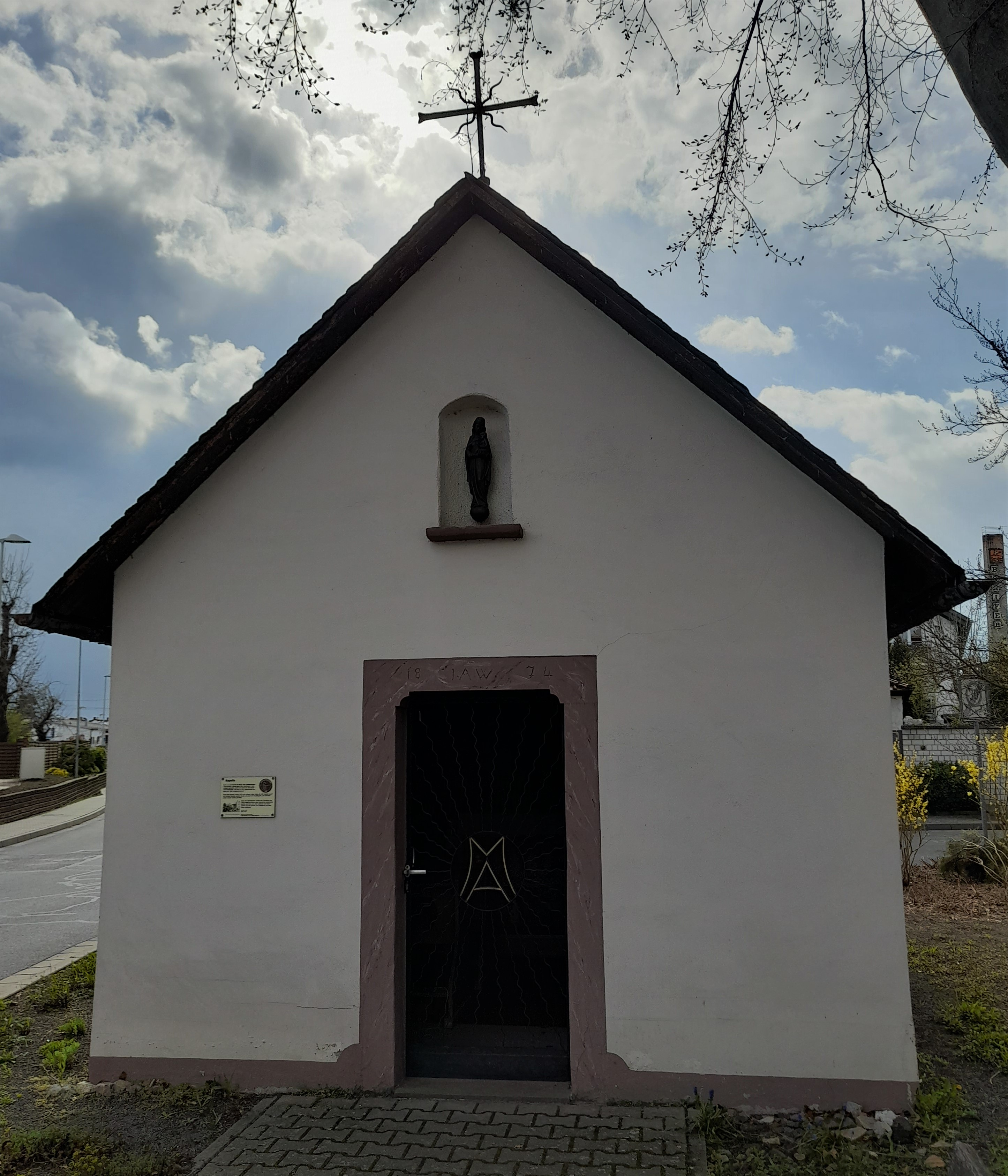
Eingang der Kapelle (Frontalansicht)
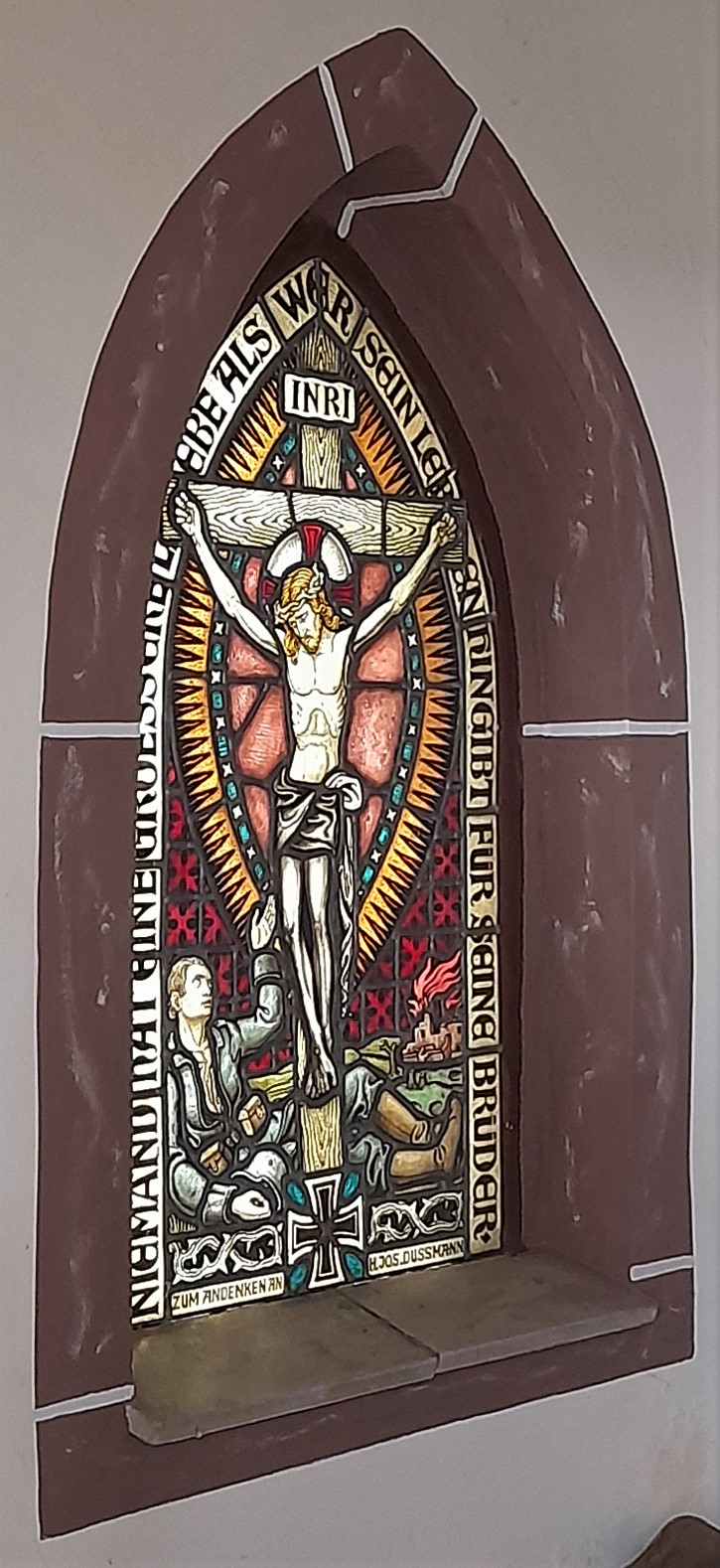
Fenster mit Kreuzigungsmotiv
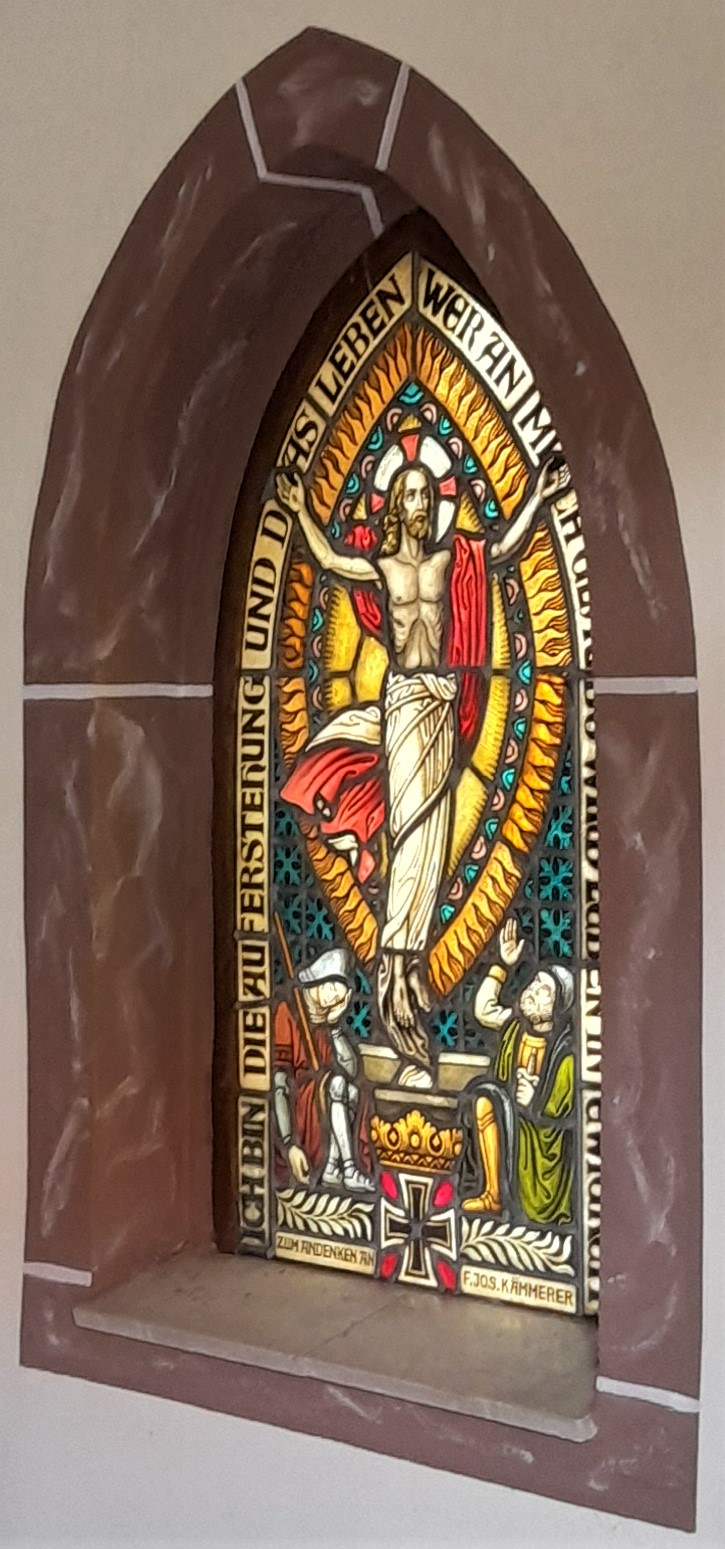
Fenster mit Auferstehungsmotiv
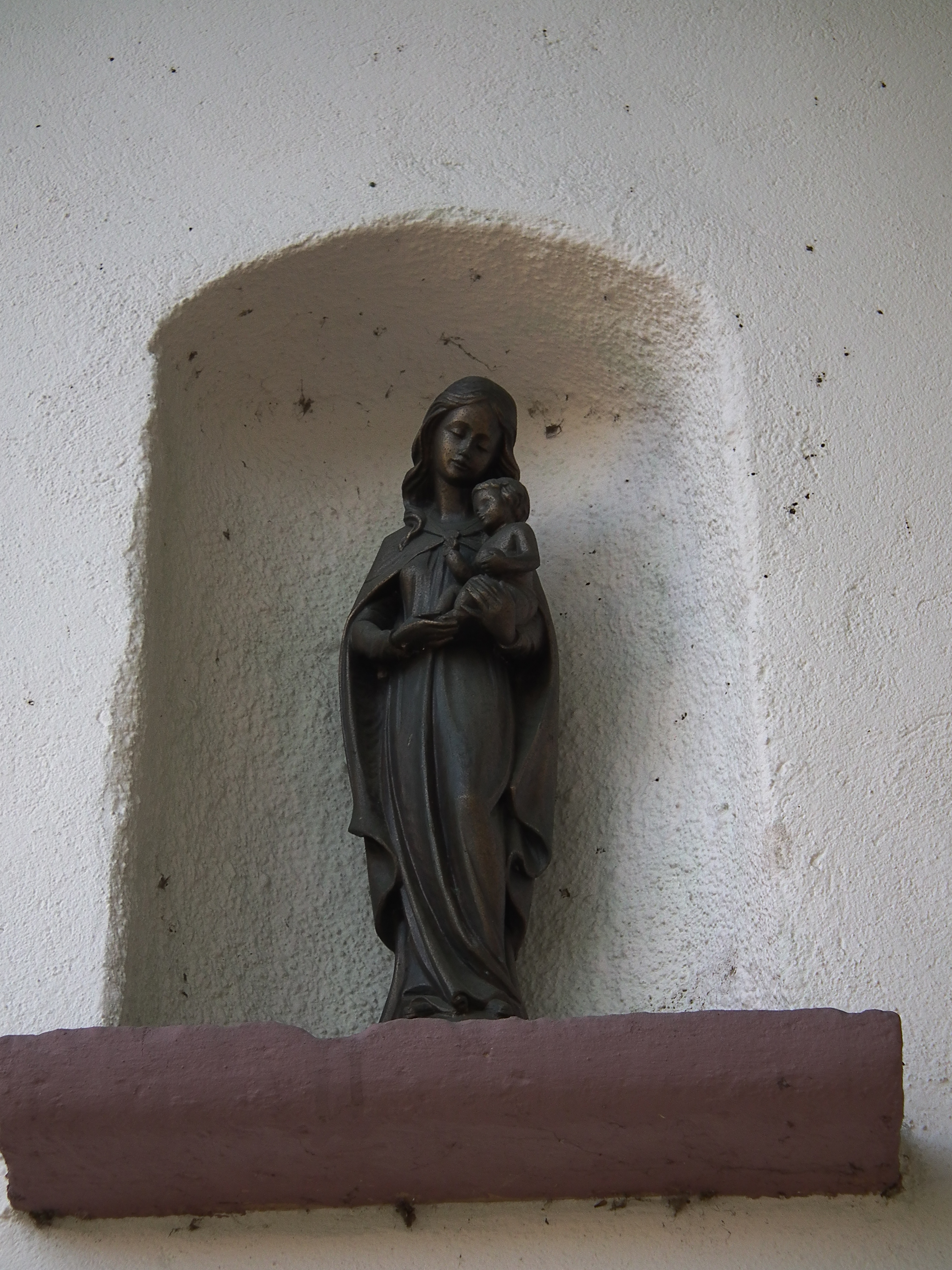
Marienstatue über dem Eingang
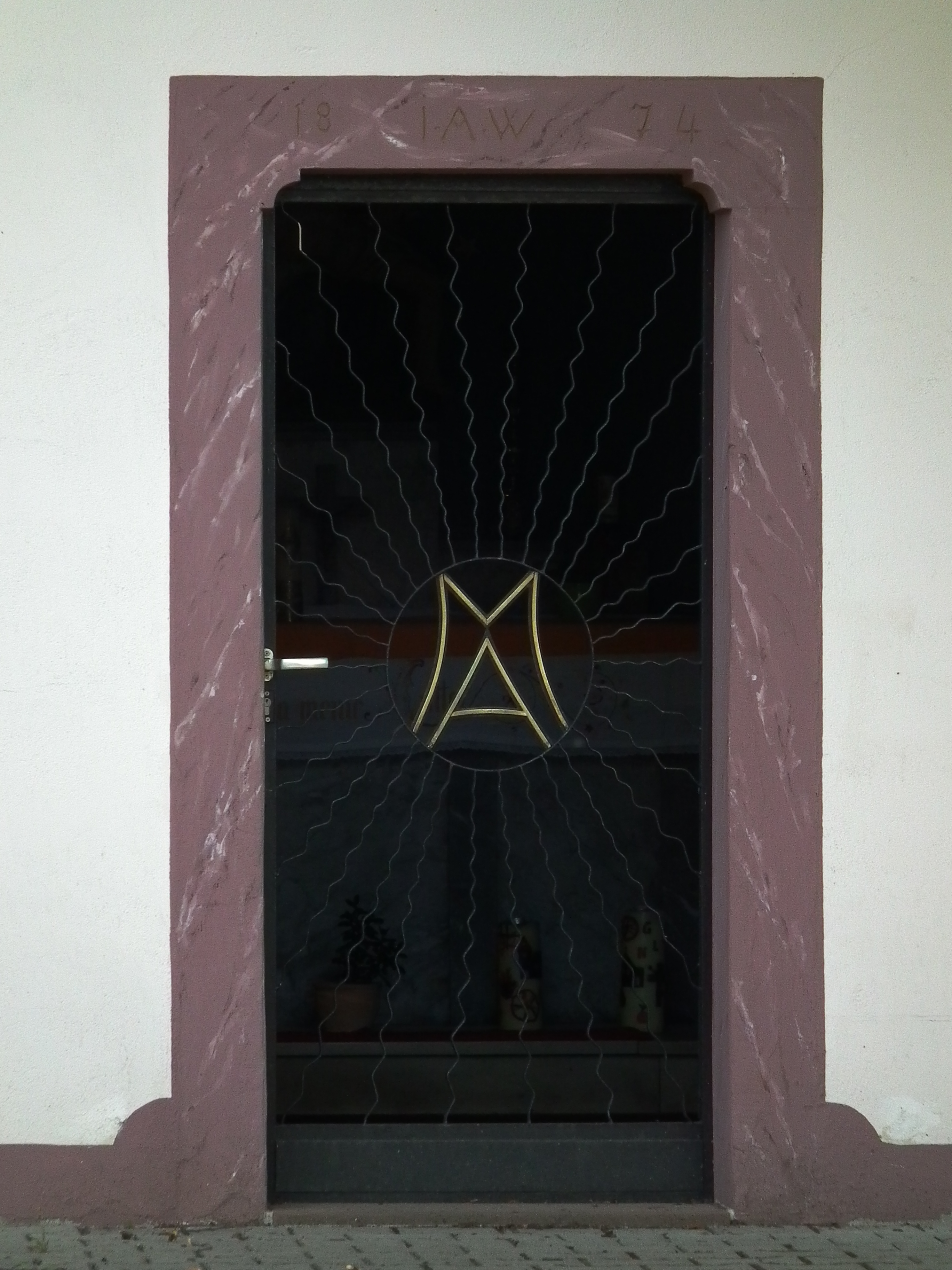
Tür der Kapelle